# Mená chatruá
Mená chatrúa es el decimotercer disco de estudio de Mojinos Escozíos. Fue publicado en 2011 y contiene 15 de sus grandes éxitos cantados a dúo o trío con otros artistas.

## Lista de canciones
1. Jerónima (Carlos Segarra) - 4:10
2. El tatuaje (Manu Sánchez, Zippy) - 4:50
3. La canción del verano (King África) - 4:30
4. Chow Chow (David DeMaría) - 3:26
5. La invasión de las ladillas enfuresidas (José Manuel Casañ, Pau Donés) - 4:42
6. Que güeno que estoy (Edurne, David Summers) - 3:01
7. No tienes huevos (Miguel Campello, Los Delinqüentes) - 4:17
8. Ábreme la puerta (Rosa López, Pimpinela) - 5:17
9. Mi jefe (Mägo de Oz) - 3:51
10. Al carajo (Melendi, Ariel Rot) - 3:12
11. Ueoh!! (Pepe Begines, El Koala) - 4:26
12. Burlando la ley (Kutxi Romero, Rosendo) - 4:10
13. No se puede fumar (Miguel Ríos) - 3:21
14. El arrebañamechero (Miqui Puig, Santi Balmes) - 3:37
15. Que bonito sería (Chenoa) - 5:55